# 박두진
박두진(朴斗鎭, 1916년 3월 10일~1998년 9월 16일)은 대한민국의 시인이고, 추계예술대학교 문예창작학과 전임대우교수를 지냈다. 본관은 밀양이고 호는 혜산(兮山)이다.
경기도 안성군에서 출생하여 지난날 한때 경상북도 경주군에서 잠시 유아기를 보낸 적이 있으며 그 후 경상남도 밀양군에서 잠시 유년기를 보낸 적이 있고, 1986년 시단에서는 47년여만에 71세로 은퇴했다.

## 생애

### 경력
박두진은 1939년 문예지 《문장》에 《향현》 등을 발표하여 문단에 등단했다. 조지훈(趙芝薰)·박목월(朴木月) 등과 함께 ‘청록파(靑鹿派)’의 한 사람이다. 8·15광복 후 공산주의를 신봉하는 좌익계의 조선문학가동맹에 맞서 김동리(金東里)·조연현(趙演鉉)·서정주(徐廷柱) 등과 함께 우익진영에 서서 1946년 조선청년문학가협회의 결성에 참여했고, 이어 1949년 한국문학회협회에도 가담하여 시분과위원장을 지내기도 했다.
처음에는 자연을 주제로 한 시를 썼으나 이후에는 광복의 감격과 생명감 있는 시를 썼다. 말년에는 남한강 등지에서 직접 수석(水石)을 수집하면서 쓴 『수석열전』과 『수석연가(水石戀歌)』 등의 시편들을 통해 "그의 시의 핵(核)이기도 한 시원적(始原的) 생명을 노래"했다. 이는 자연의 결정체인 수석을 통해 "수석이 고요히 일러주는 내밀(內密)한 목소리에 귀기울이"는 동시에 시인 자신도 돌을 향해 "끝없이 메시지를 보내"는 일종의 자연과의 교감적 행동이라 할 수 있다. 
연세대학교 교수로 있다가 1960년 4·19 당시 학원분규로 물러나게 된다. 그 뒤 우석대학(후에 고려대학교와 합병)과 이화여자대학교 교수를 거쳐서 1972년 다시 연세대학교 교수로 돌아와 근무하다가 1981년 정년 퇴임했다.
이후 단국대학 초빙교수(1981∼1985)와 추계예술대학 전임대우교수(1986∼96)를 역임한 후에, 1998년 9월 16일, 83세의 나이로 세상을 떠났다.
아세아 자유문학상과 서울시 문화상, 삼일 문화상, 예술원상 등을 받았으며, 저서로 《해》, 《오도》, 《청록집》, 《거미와 성좌》, 《수석열전》, 《박두진 문학전집》 등이 있다.

## 학력
- 경성사범학교 보통중등학과정 졸업(1935년)
- 경성사범학교 전문학강습과정 전문학사(1945년)
- 서울우석대학교(1971년 이후 지금의 고려대학교) 국어국문학과 학사(1968년)

## 기념
2001년 6월 프랑스 아비뇽 근처의 고대 로마 유적지에 그의 대표작 《해》의 첫 구절

## 서훈
- 1984년 은관문화훈장(2등급)

## 같이 보기
- 한국 문학
- 한국어 시인 목록

## 참고 자료
- 두산백과 "박두진"
- 한국현대문학사전 "박두진"
- 한국민족문화대백과 "박두진"